# 史氏深海鰩
史氏深海鰩（學名：Bathyraja smithii），為軟骨魚綱鰩目單鰭鰩科深海鰩屬的一種，分布於東南大西洋那米比亞中部外海到南非Agulhas Bank海域，深度440至1020公尺，本魚有寬三角形、鈍尖的吻部和有稜角的胸板，尾巴比身體短，有一排大刺，幼魚的上部圓盤有刺但是隨著生長這些刺會消失，背部呈灰色且有白色斑點，腹面為白色且在鰓裂周圍、泄殖腔及沿著尾部腹面有深灰色斑點，體長可達120公分，棲息在大陸坡沙泥底質海域，為底棲性魚類，卵生，雌魚會產下有角的長方形卵囊，會成對出現，幼魚可能會跟隨大的個體，屬肉食性，以硬骨魚、頭足類、甲殼類為食，生活習性不明。